# Taimur bin Faisal
Taimur bin Faisal al Bu Said, född 1886 i Muskat i Oman, död 1965 i Bombay i Indien, var en sultan i Oman. Han efterträdde sin far Faisal bin Turki som sultan av Muskat och Oman 15 oktober 1913, och efterträddes av sin son Said bin Taimur när han avgick som sultan den 10 februari 1932.

## Biografi
Bin Faisal studerade i Indien och tog examen från dess skolor 1913, då han efterträdde sin far, Faisal bin Turki, som hade dött av levercancer samma år. Bin Faisal hade då också först studerat koranen, det arabiska språket, rättsväsende och monoteism. Han blev också lärjunge till poeten Shejk Muhammed bin Sheikhan Al-Salmi. Bin Faisal fick makten över ett land som hade det svårt ekonomiskt, och hade interna omständigheter. Till råga på allt visades de första tecknen på att första världskriget snart skulle börja. Bin Faysal var då 27 år gammal.
Till sultanens lycka hade Oman sedan 1700-talet ett protektoravtal med britterna, som hjälpte honom och gav honom stöd under ett stort slag 1915 mellan sultanens styrkor och Imam Muhammed bin Abdullah al-Khalilis rebellstyrkor.
Imamen gick senare med på att skriva ett avtal med sultanen. Det så kallade Seeb-avtalet innebar att Oman skulle delas upp mellan Imamen och sultanen. Alltså skulle den ena få makt över Muskat, Matrah och kuststäderna, medan den andra skulle få kontroll över Omans inland, och att fredlig konsensus skulle råda mellan de båda sidorna. Detta uppskattades av Storbritannien, då de behöll sitt inflytande i regionen genom sultanens auktoritet utan att behöva skicka militäriska styrkor.
På grund av denna uppdelning, (som kom bara några år efter uppdelningen av Osmanska riket, som hade nått gränserna till bland annat Östafrika) stod sultanen inför inte bara ekonomiska problem men också stamkonflikter. Detta gjorde honom både desperat och förtvivlad efter entusiasm för administrativa och servicereformer. Detta manifesterades i sultanens rekrytering av experter för att omorganisera statliga departement och utveckla tullar samt landets resurser. Han öppnade ett par skolor, däribland Muhammed Ali Abu Dhina-skolan år 1914 och First Sultaniya-skolan 1930. Detta gav honom koncession att prospektera efter olja i Oman till det brittiska företaget DRK samt att skapa det första ministerrådet.
Sultanens förtvivlan och nöd fick honom att lämna sitt land. Han åkte till Indien för behandling och avkoppling och lämnade då makten till sin son Said bin Taimur, som då var 22 år gammal. Senare reste ibn Faisal även till Japan.